# Norops yoroensis
Norops yoroensis este o specie de șopârle din genul Norops, familia Polychrotidae, descrisă de Mccranie, Nicholson și Jörn Köhler în anul 2001. Conform Catalogue of Life specia Norops yoroensis nu are subspecii cunoscute.